# سانسيدينو سيلفا
سانسيدينو سيلفا (5 مارس 1994 ببيساو في غينيا بيساو - ) هو لاعب كرة قدم برتغالي في مركز الهجوم. شارك مع منتخب البرتغال تحت 16 سنة لكرة القدم ومنتخب البرتغال تحت 17 سنة لكرة القدم ومنتخب البرتغال تحت 18 سنة لكرة القدم ومنتخب البرتغال تحت 19 سنة لكرة القدم. أما مع النوادي، فقد لعب مع S.L. Benfica B ‏.

## وصلات خارجية
- سانسيدينو سيلفا على موقع قاعدة بيانات كرة القدم.إي يو (الإنجليزية)
- سانسيدينو سيلفا على موقع ناشيونال فوتبول تيمز (الإنجليزية)
- سانسيدينو سيلفا على موقع Soccerway.com (الإنجليزية)
- سانسيدينو سيلفا على موقع AS.com (الإسبانية)